# Carolina Bang
Carolina Bang (ur. 21 września 1985) – hiszpańska aktorka sceniczna, filmowa i telewizyjna. 

## Biografia
W 2005 zadebiutowała jako aktorka sceniczna. W latach 2007–2008 pojawiła się w kilku filmach krótkometrażowych. Równocześnie wystąpiła w latach 2008-2009 w serialu telewizyjnym Plutón B.R.B. Nero, którego reżyserem był Álex de la Iglesia, jej przyszły mąż.
W 2010 Bang zagrała w filmie Hiszpański cyrk, którego reżyserem też był Álex de la Iglesia. Za rolę w tym filmie została nominowana do nagrody Goyi. W późniejszym okresie także grywała w filmach wyreżyserowanych przez Álexa de la Iglesia, takich jak: Życie to jest to (2011), czy Wredne jędze (2013).
W 2014 roku poślubiła Álexa de la Iglesia. Mają dwoje dzieci. 

## Filmografia wybrana
- 2008: Plutón B.R.B. Nero
- 2010: Hiszpański cyrk (Balada triste de trompeta)
- 2011: Życie to jest to (La chispa de la vida)
- 2013: Wredne jędze (Las brujas de Zugarramurdi)